# Turning Point
Turning Point er et pay-per-view-show inden for wrestling produceret af Total Nonstop Action Wrestling (TNA). Det er ét af organisationens månedlige shows og er blevet afholdt i november siden 2008. Fra 2004 til 2008 blev showet afholdt i december. Alle shows siden starten i 2004 er blevet afholdt i Orlando, Florida. Hvert show består af kampe mellem wrestlere, der er på kontrakt i TNA. Siden 2004 har der været tre VM-titelkampe i showets main event. 

## Resultater

### 2009
Turning Point 2009 fandt sted d. 15. november 2009 fra TNA Impact! Zone i Orlando, Florida.
- TNA X Division Championship: Amazing Red (med Don West) besejrede Homicide
- ODB (c) og Taylor Wilde og Sarita besejrede The Beautiful People (Velvet Sky, Madison Rayne og Lacey Von Erich) i en six-woman tag team match
  - Vinderholdet ville vinde både TNA Women's Knockout Championship og TNA Knockout Tag Team Championship
- TNA World Tag Team Championship: British Invasion (Brutus Magnus og Doug Williams) besejrede The Motor City Machine Guns (Chris Sabin og Alex Shelley) og Beer Money, Inc. (Robert Roode og James Storm) i en 3-way match
- Tara besejrede Awesome Kong i en six sides of steel cage match
- Rhino og Team 3D (Brother Ray og Brother Devon) besejrede Matt Morgan, Hernandez og D'Angelo Dinero i en six-man tag team match
- Scott Steiner besejrede Bobby Lashley i en no disqualification falls count anywhere match
- Kurt Angle besejrede Desmond Wolfe
- TNA World Heavyweight Championship: A.J. Styles besejrede Daniels og Samoa Joe i en 3-way match

### 2010
Turning Point 2010 fandt sted d. 7. november 2010 fra TNA Impact! Zone i Orlando, Florida.
- TNA X Division Championship: Robbie E (med Cookie) besejrede Jay Lethal
- Mickie James kæmpede uafgjort (no contest) mod Tara
- TNA World Tag Team Championship: The Motor City Machine Guns (Alex Shelley og Chris Sabin) besejrede Team 3D (Brother Devon og Brother Ray)
- Rob Van Dam besejrede Tommy Dreamer i en no disqualification match
- Fortune (A.J. Styles, Kazarian, Douglas Williams, Robert Roode og James Storm) besejrede EV 2.0 (Raven, Rhino, Sabu, Stevie Richards og Brian Kendrick)
  - Det vindende hold måtte fyre en fra det andet hold, og Ric Flair valgte at fyre Sabu, der dermed måtte forlade TNA.
- Abyss besejrede D'Angelo Dinero i en lumberjack match
- Jeff Jarrett besejrede Samoa Joe
- TNA World Heavyweight Championship: Jeff Hardy besejrede Matt Morgan

28°28′29″N 81°28′8″V / 28.47472°N 81.46889°V